# 猪子一時
猪子 一時（いのこ/ゐのこ かずとき）は、戦国時代から江戸時代前期にかけての武将、旗本。

## 略歴
『寛政重修諸家譜』によると、猪子氏は、源頼政の嫡男仲綱が末流で、初め摂津国生田に住して生田氏を称し、後に猪子に改めたとする。元は源氏であるが、藤原氏とされている詳細は不明という。
猪子久左衛門の子。弟に兵助（一俊または高就）がいる。初め、父と同じく、尾張国の犬山城主・織田信清に仕えて、永禄元年（1558年）、浮野合戦で岩倉織田氏と交戦した様子が『甫庵信長記』にある。
その後、織田信長に仕えて、永禄3年（1560年）、18歳の時に赤母衣衆に追加で選ばれる。天正6年（1578年）には、有岡城攻めに参加。後に高槻城の番衆の1人となる。
天正10年（1582年）の本能寺の変で信長が死亡した際に、その近習であった弟兵助も、二条御新造で織田信忠らと共に討死した。
以後は豊臣秀吉に仕え、天正13年（1585年）に摂津太田郡に1,000石を知行。後に近江国愛智郡、河内国河内郡、伊勢国河曲郡において加増され、合わせて2,730余石となり、黄母衣衆に列したという。秀吉の御咄衆となり、文禄の役でも名護屋城に駐屯。
慶長5年（1600年）、関ヶ原の戦いでは東軍に属して参加。田中吉政、金森素玄・可重らと功を争って敵陣に斬り込んで首級を上げ、茶入「常陸帯肩衝」を褒美に与えられた。慶長19年および20年の大坂両陣にも従軍。元和3年（1617年）には、徳川秀忠の御伽衆の一人になった。寛永3年（1626年）に武蔵国にて没。享年85。

## 人物
茶の湯を千利休、古田織部に学んだ茶人でもある。